# Nazionale maschile di calcio della Bulgaria
La nazionale di calcio della Bulgaria (in bulgaro Национален отбор по футбол на България, Nacionalen otbor po futbol na Bălgarija?) è la rappresentativa calcistica nazionale della Bulgaria ed è controllata dalla federazione calcistica bulgara.
Il miglior risultato conseguito dalla nazionale maggiore bulgara è il quarto posto al campionato del mondo 1994, dove una generazione di talenti guidati dalla stella Hristo Stoičkov batté prima l'Argentina nel girone ed eliminò i campioni del mondo in carica della Germania nei quarti di finale, prima di perdere la semifinale contro l'Italia, e la finale per il terzo posto contro la Svezia. La Bulgaria vanta inoltre la vittoria di tre Coppe dei Balcani (1931, 1932, 1973-1976).
I migliori marcatori della nazionale sono, con 48 gol, Dimităr Berbatov e Hristo Bonev. Il primatista di presenze con la maglia della nazionale bulgara è Stilijan Petrov, con 105 partite giocate.
Nel ranking FIFA, istituito nel 1993, il miglior posizionamento della Bulgaria è l'8º posto occupato nel giugno 1995, mentre il peggior posizionamento è il 96º posto del maggio 2012. Occupa il 71º posto.

## Storia

### Origini
La nazionale bulgara nacque nel 1924 e disputò la prima partita della sua storia il 21 maggio di quell'anno, venendo sconfitta per 6-0 dall'Austria.
Nonostante la vittoria di due Coppe dei Balcani nel 1931 e nel 1932, non riuscì a qualificarsi per le due edizioni dei mondiali degli anni trenta disputate in Europa.

### Anni cinquanta

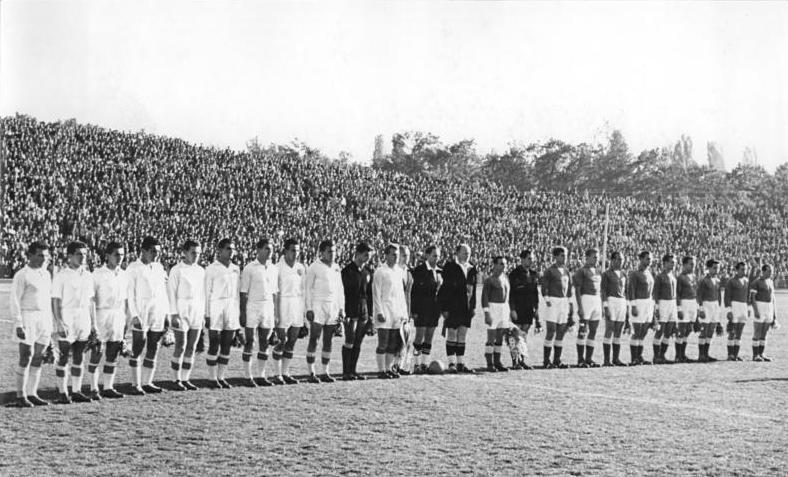
Bulgaria-Repubblica Democratica Tedesca nel 1956

Partecipò per la prima volta ai Giochi Olimpici del 1952, dove fu subito eliminata dall'Unione Sovietica.

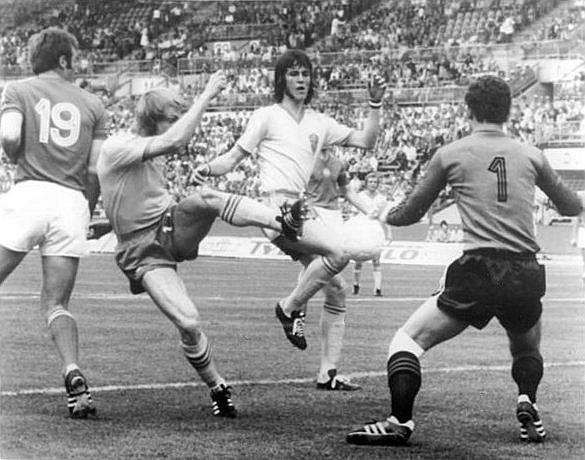
Svezia-Bulgaria ai mondiali del 1974

Meglio fece quattro anni dopo a Melbourne 1956, in cui arrivò alla conquista della medaglia di bronzo.

### Anni sessanta e settanta
Esordì ai mondiali nell'edizione del 1962, subito eliminata al primo turno anche a causa dell'umiliante 6-1 subito dall'Ungheria, pur riuscendo a bloccare sullo 0-0 l'Inghilterra.
Prese parte, senza fortuna, anche ai mondiali del 1966, 1970 e 1974, prima di vincere per la terza volta la Coppa dei Balcani nel 1976.
Alle Olimpiadi del 1968 la Bulgaria arrivò in finale, dove fu battuta dall'Ungheria.

### Anni ottanta
Dieci anni dopo, sotto la guida del CT Ivan Vucov (in carica dal 1982), riuscì a conquistare gli ottavi di finale nel mondiale messicano, dove era arrivata grazie al secondo posto dietro la Francia (solo per una peggiore differenza reti) nel girone di qualificazione, in cui si piazzò davanti a Jugoslavia, Germania Est e Lussemburgo. In Messico esordì imponendo il pareggio all'Italia campione del mondo in carica e replicò il risultato contro la Corea del Sud, per poi essere sconfitta dall'Argentina (2-0). Nonostante il k.o. nell'ultimo match, fu ripescata in quanto tra le migliori terze ed ebbe pertanto accesso agli ottavi di finale, diventando, insieme all'Uruguay, la prima nazionale ad accedere alla fase ad eliminazione diretta di un mondiale senza aver vinto alcuna partita della fase a gironi. Agli ottavi di finale fu battuta per 2-0 dai padroni di casa del Messico.

### Anni novanta
Nel 1991 si aprì il quinquennio del commissario tecnico Dimităr Penev sulla panchina della nazionale bulgara.
Il 17 novembre 1993, al Parco dei Principi di Parigi, in una partita di qualificazione al campionato del mondo 1994, la Bulgaria batté per 2-1 la Francia con un gol all'89º minuto di gioco di Emil Kostadinov, eliminando clamorosamente la selezione francese, cui sarebbe bastato un pareggio per qualificarsi per il campionato mondiale, e qualificandosi dunque per il torneo iridato a scapito della squadra allenata da Gérard Houllier. I bulgari chiusero il girone al secondo posto, un punto dietro la Svezia capolista e un punto davanti alla Francia.

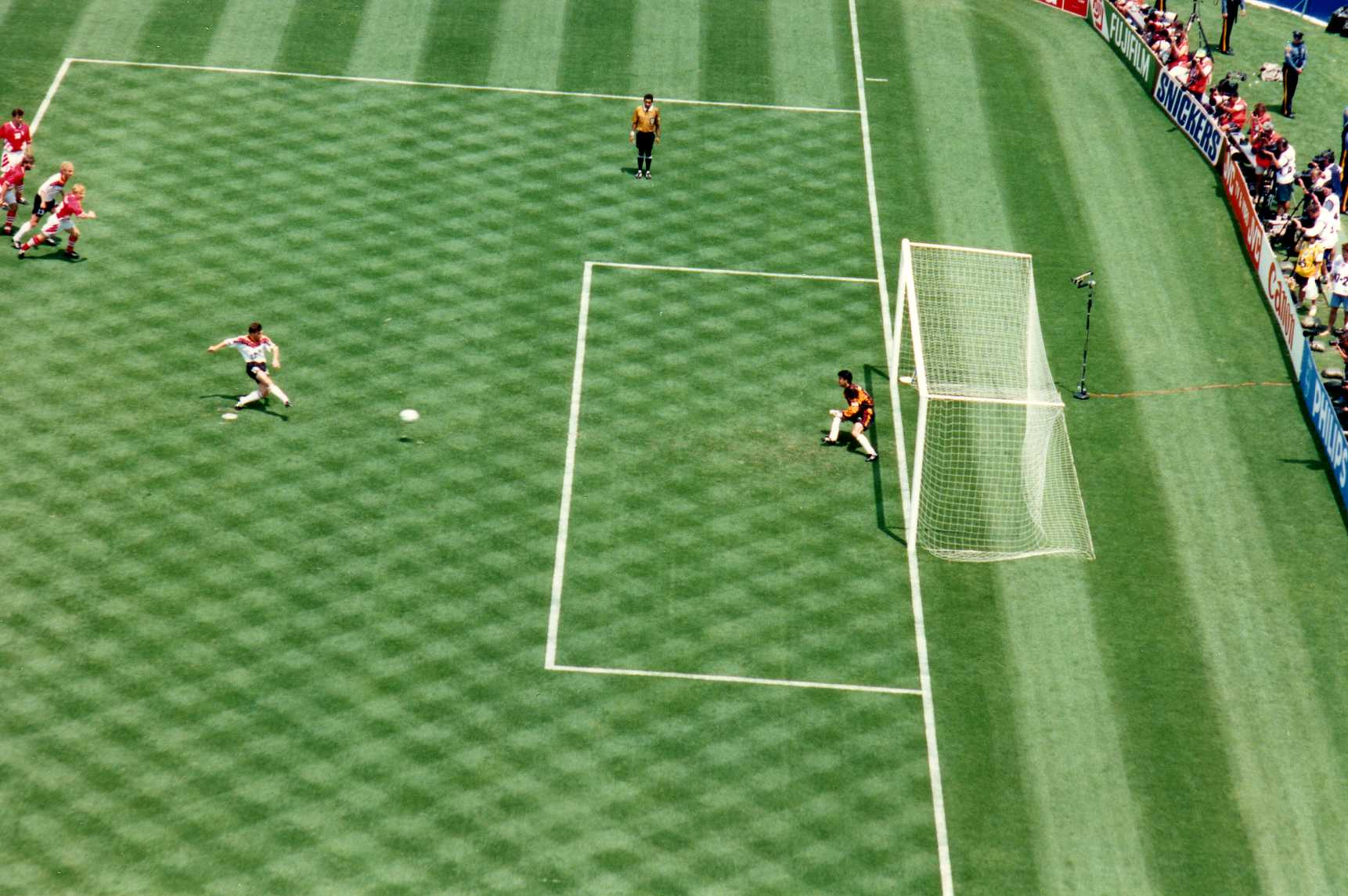
La Bulgaria (in rosso) contro la a USA 1994

Il quarto posto ottenuto al campionato del mondo del 1994 rimane il migliore piazzamento di tutti i tempi per la Bulgaria in un torneo per nazionali. Guidata dalla stella Hristo Stoičkov e da calciatori come Krasimir Balăkov e Jordan Lečkov, facenti parte insieme ad altri compagni di squadra della "generazione d'oro" del calcio bulgaro, la nazionale di Penev superò il primo turno da seconda classificata nel girone nonostante la battuta d'arresto iniziale con la Nigeria, sconfiggendo per 4-0 la Grecia e per 2-0 l'Argentina. Nella fase a eliminazione diretta estromise poi il Messico (1-1 dopo i tempi supplementari, 3-1 dopo i tiri di rigore) agli ottavi di finale e la Germania campione del mondo e vice-campione d'Europa in carica ai quarti di finale (2-1 in rimonta, con due gol segnati nella ripresa). In semifinale fu eliminata dall'Italia, che vinse per 2-1 con una doppietta di Roberto Baggio. Nella finale per il terzo posto una Bulgaria sottotono fu poi sconfitta per 4-0 dall'altra rivelazione del mondiale, la Svezia. Con questa partecipazione al mondiale la Bulgaria diventò la prima nazionale che in una fase finale di Coppa del mondo affrontò tre semifinaliste dell'edizione precedente, riuscendo inoltre nell'impresa di battere i vice-campioni e i campioni del mondo uscenti.

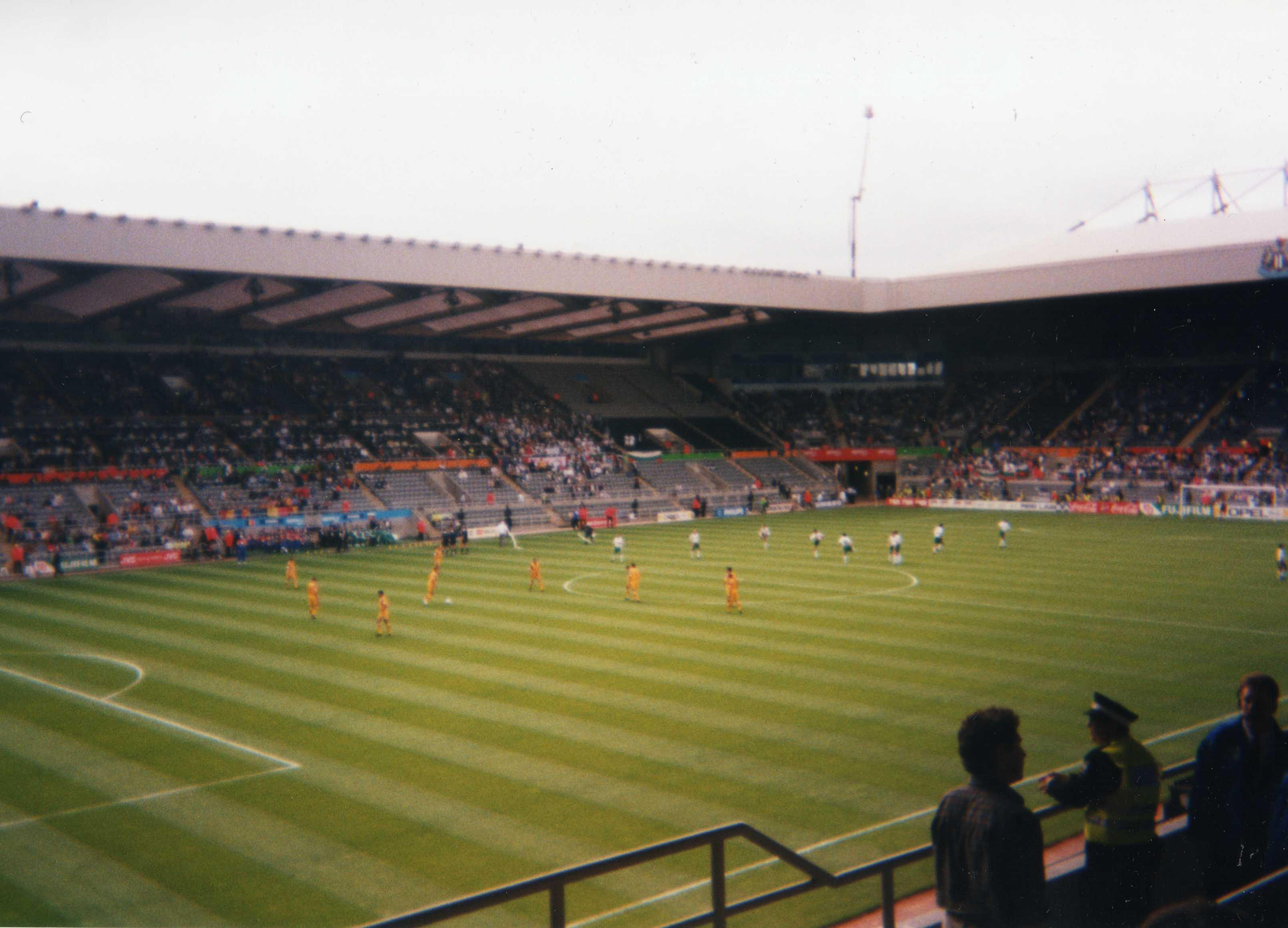
La nazionale bulgara in campo al campionato europeo del 1996 contro la

Due anni dopo, al campionato europeo 1996, una brillante Bulgaria, che si era qualificata come seconda nel proprio girone a tre punti dalla Germania, sfiorò l'accesso ai quarti di finale. Dopo un pareggio per 1-1 con la Spagna ed una vittoria per 1-0 contro la Romania, la Bulgaria fu eliminata perché perse la terza e decisiva partita del proprio girone, per 1-3 contro la Francia, futura campione del mondo due anni più tardi (terzo gol del francese Patrice Loko al 90º minuto), e perché nella partita contemporanea la Spagna sconfisse 2-1 allo scadere la Romania, già eliminata prima di quella gara.
Alla fase finale del campionato mondiale del 1998 la Bulgaria arrivò vincendo il girone di qualificazione davanti alla Russia, ma in terra francese fu eliminata al primo turno, anche a causa del tramonto della "generazione d'oro". Un pareggio senza reti all'esordio contro il Paraguay e due sconfitte contro Nigeria (1-0) e Spagna (6-1) misero fine all'avventura bulgara nel torneo.

### Anni duemila
Inserita in un girone difficile con Inghilterra, Svezia e Polonia, la Bulgaria fallì la qualificazione al campionato d'Europa 2000 piazzandosi quarta con otto punti. La partita pareggiata per 1-1 contro gli inglesi fu l'ultima in nazionale per la leggenda del calcio bulgaro Hristo Stoičkov.
Nelle qualificazioni al campionato del mondo 2002, i bulgari, guidati dal giovane attaccante Dimităr Berbatov, si piazzarono terzi nel girone con 17 punti, 3 in meno della Rep. Ceca seconda, e alle spalle della Danimarca capolista.
Nel 2003 la Bulgaria vinse il girone di qualificazione al campionato europeo 2004 con Croazia e Belgio, tornando così a qualificarsi per la fase finale del torneo dopo otto anni. In Portogallo la squadra fu poi eliminata al primo turno, piazzandosi ultima nel proprio raggruppamento comprendente anche Danimarca, Svezia e Italia, con tre sconfitte in tre partite (0-5 contro la Svezia, 0-2 contro la Danimarca e 1-2 contro l'Italia).
Dopo l'insuccesso all’europeo la federazione affidò la panchina della nazionale a Hristo Stoičkov.
La Bulgaria fallì l'accesso al campionato del mondo 2006 piazzandosi terza nel proprio raggruppamento di qualificazione dietro Svezia e Croazia.
Nell'aprile 2007 Stoičkov si dimise per allenare gli spagnoli del Celta Vigo.
Il presidente federale Borislav Mihajlov affidò temporaneamente l'incarico di commissario tecnico a Stanimir Stoilov, allenatore del Levski Sofia, prima che fosse ingaggiato Dimităr Penev alla fine di luglio 2007. La Bulgaria di Penev fallì l'approdo ai play-off per la qualificazione al campionato d'Europa 2008 per un solo punto, piazzandosi terza nel girone con Paesi Bassi e Romania, dopo aver subito una sola sconfitta (contro i Paesi Bassi capolisti) in dodici partite. Penev fu sostituito da Plamen Markov.

### Anni duemiladieci
Dopo un inizio stentato delle qualificazioni al campionato del mondo 2010 nel girone con Italia e Irlanda, alla fine di gennaio 2009 Markov fu esonerato e Stoilov fece ritorno sulla panchina della nazionale. La Bulgaria si classificò terza nel girone, mancando l'accesso al mondiale sudafricano. Nel maggio 2010 l'attaccante Berbatov lasciò la nazionale.
Il 23 settembre 2010, una settimana dopo le dimissioni di Stoilov, la panchina della nazionale bulgara fu affidata a Lothar Matthäus. Le qualificazioni al campionato d'Europa 2012 furono molto negative. Il 19 settembre 2011, tredici giorni dopo la sconfitta per 3-1 al St. Jakob-Park di Basilea contro la Svizzera nella penultima partita del cammino nel girone, Matthäus fu esonerato e al suo posto fu chiamato temporaneamente, nelle vesti di traghettatore, Mihail Madanski, che guidò la nazionale per l'ultima partita delle qualificazioni, persa a Sofia contro il Galles per 1-0. La Bulgaria si piazzò ultima nel girone alle spalle di Inghilterra, Montenegro, Svizzera e Galles, con una vittoria in otto partite.
Il 2 novembre 2011 la federazione affidò l'incarico di CT a Ljuboslav Penev. La Bulgaria impressionò in alcune amichevoli, riuscendo a battere anche i vicecampioni del mondo dei Paesi Bassi ad Amsterdam per 2-1 il 26 maggio 2012. Inserita in un girone di qualificazione a Brasile 2014 con Italia, Danimarca, Repubblica Ceca, Armenia e Malta, la nuova Bulgaria di Ljuboslav Penev esordì in gare ufficiali il 7 settembre 2012 pareggiando per 2-2 contro l'Italia vicecampione d'Europa a Sofia. Nel novembre 2012 la squadra scalò numerose posizioni nella classifica mondiale della FIFA, portandosi dal 96º posto, risultato peggiore della propria storia, al 40°, diventando la FIFA Best Mover of the Year. A quattro partite dalla fine del girone la Bulgaria, seconda e imbattuta, volò in Italia, dove perse per 1-0 contro gli azzurri. Seguì la vittoria per 2-0 ottenuta a Malta, ma le sconfitte contro l'Armenia (2-1 in trasferta) e la Repubblica Ceca (1-0 in casa) lasciarono ancora una volta i bulgari fuori da un mondiale.
Italia, Croazia, Norvegia, Azerbaigian e Malta furono le avversarie della Bulgaria verso la fase finale dei campionato d'Europa 2016, la prima allargata a 24 squadre. L'inizio fu negativo: alla vittoria contro gli azeri seguirono le sconfitte contro croati e norvegesi. Nel novembre 2014, dopo il pari interno contro Malta (1-1), Ljuboslav Penev fu sollevato dall'incarico e rimpiazzato da Ivajlo Petev, che esordì con uno 0-0 in amichevole contro la Romania nel febbraio 2015. Alla fine di marzo Petev debuttò come CT in gare ufficiali pareggiando a Sofia per 2-2 contro l'Italia, che raggiunse i bulgari sul pari a sei minuti dalla fine. A giugno la formazione bulgara sconfisse Malta, ma poi perse contro Norvegia, Italia e Croazia, prima dell'inutile vittoria contro l'Azerbaigian (2-0). Ancora una volta per i bulgari la fase finale dell'europeo fu un tabù.
Il 27 settembre 2016 Petev lasciò l'incarico di CT per diventare l'allenatore della Dinamo Zagabria. Il 28 settembre la federazione bulgara ingaggiò al suo posto Petăr Hubčev, che non riuscì a condurre i suoi alla qualificazione al campionato del mondo 2018. La Bulgaria, inserita in un difficile girone eliminatorio, si piazzò quarta alle spalle di Francia, Svezia e Olanda e prima di Bielorussia e Lussemburgo.
Nell'edizione 2018-2019 della UEFA Nations League la Bulgaria, inserita nel gruppo 3 della Lega C con la Norvegia, Cipro e la Slovenia, ottenne il secondo posto con 11 punti, frutto di 3 vittorie, 2 pareggi e una sconfitta, chiudendo dietro i norvegesi.
Il 14 maggio 2019 la panchina della nazionale fu affidata a Krasimir Balăkov, rimasto in carica per sole sei partite. L'ex nazionale bulgaro si dimise dopo le polemiche sorte al termine della partita del 14 ottobre 2019, valida per le qualificazioni al campionato europeo di calcio 2020, persa per 0-6 contro l'Inghilterra allo Stadio nazionale Vasil Levski. L'incontro era stato sospeso tre volte a causa degli insulti ed ululati razzisti, provenienti militanti di estrema destra della tifoseria di casa e rivolti ai calciatori inglesi Marcus Rashford, Tyrone Mings e Raheem Sterling. Nonostante l'evidenza dei fatti, al termine dell'incontro Balăkov negò di aver sentito cori razzisti, aggiungendo che avrebbe chiesto scusa ai giocatori inglesi solo nel caso in cui l'UEFA avesse provato il fatto.
Al posto di Balăkov la federazione, multata tra l'altro per 85 000 euro e sanzionata con un incontro a porte chiuse, assunse Georgi Dermendžiev. 

### Anni duemilaventi
Nell'edizione 2020-2021 della UEFA Nations League la Bulgaria chiuse all'ultimo posto nel proprio girone di Lega B, con un bilancio di 2 pareggi e 4 sconfitte in 6 partite e la conseguente retrocessione in Lega C. Nel gennaio 2021 fu nominato CT Jasen Petrov, la cui gestione non invertì la rotta: i bulgari chiusero il girone qualificazione a campionato del mondo 2022 al penultimo posto, con un bilancio di due vittorie in sei incontri, e, dopo il pari all'esordio, subirono una pesante sconfitta casalinga contro la Georgia nella seconda gara dell'edizione 2022-2023 della UEFA Nations League. Nel luglio 2022, dopo le dimissioni di Petrov, la squadra fu affidata al CT Mladen Krstajić, con cui i bulgari chiusero il girone di UEFA Nations League al secondo posto, notevolmente staccati in classifica dalla Georgia. Nelle successive eliminatorie del campionato d'Europa 2024 la squadra balcanica ebbe un rendimento molto negativo, con due pari e quattro sconfitte nelle prime sei gare, risultati che portarono all'esonero del CT serbo. Il successore, Ilian Iliev, raccolse due pareggi nelle restanti partite del girone, concluso all'ultimo posto.

## Colori e divise
| Casa |

| 1922–1950 | 1950–1985 | 1985–1993 | 1993–1995 | 1995–1998 | 1998–2000 | 2004–2007 | 2007–2009 | 2009–2011 |
| 2011–2012 | 2012–2014 | 2014-16   |           |           |           |           |           |           |

| Trasferta |

| 1922–1950 | 1950–1985 | 1985–1993 | 1993–1995 | 1995–1998 | 1998–2000 | 2004–2007 | 2007–2009 | 2009–2011 |
| 2011–2012 | 2012–2014 |           |           |           |           |           |           |           |

## Sponsor
| Sponsor | Periodo   |
| ------- | --------- |
| Adidas  | 1974–1994 |
| Puma    | 1995–2010 |
| Kappa   | 2010–2014 |
| Joma    | 2014–     |

## Confronti con le altre nazionali
Questi sono i saldi della Bulgaria nei confronti delle nazionali con cui è stato disputato almeno un incontro.

Statistiche aggiornate al 28 marzo 2021.
  Bilancio positivo
  Bilancio neutro
  Bilancio negativo
| Avversaria           | G   | V   | N   | P   | RF  | RS   | DR  |
| -------------------- | --- | --- | --- | --- | --- | ---- | --- |
| Albania              | 13  | 7   | 4   | 2   | 17  | 8    | +9  |
| Algeria              | 6   | 3   | 2   | 1   | 9   | 6    | +3  |
| Andorra              | 2   | 2   | 0   | 0   | 5   | 1    | +4  |
| Argentina            | 9   | 1   | 0   | 8   | 6   | 18   | -12 |
| Armenia              | 2   | 1   | 0   | 1   | 2   | 2    | 0   |
| Australia            | 4   | 2   | 2   | 0   | 8   | 4    | +4  |
| Austria              | 8   | 1   | 2   | 5   | 7   | 21   | -14 |
| Azerbaigian          | 4   | 3   | 1   | 0   | 6   | 2    | +4  |
| Bielorussia          | 8   | 5   | 0   | 3   | 12  | 7    | +5  |
| Belgio               | 14  | 6   | 2   | 6   | 20  | 23   | -3  |
| Bosnia ed Erzegovina | 2   | 1   | 0   | 1   | 2   | 2    | 0   |
| Brasile              | 8   | 0   | 0   | 8   | 2   | 19   | -17 |
| Bolivia              | 1   | 1   | 0   | 0   | 3   | 1    | +2  |
| Camerun              | 1   | 1   | 0   | 0   | 3   | 0    | +3  |
| Cile                 | 1   | 0   | 0   | 1   | 2   | 3    | -1  |
| Croazia              | 8   | 1   | 2   | 5   | 5   | 16   | -11 |
| Cipro                | 15  | 13  | 1   | 1   | 34  | 10   | +24 |
| Rep. Ceca            | 21  | 8   | 4   | 9   | 19  | 27   | -8  |
| Danimarca            | 16  | 4   | 8   | 4   | 20  | 21   | -1  |
| Germania Est         | 19  | 6   | 8   | 5   | 23  | 24   | -1  |
| Ecuador              | 2   | 1   | 0   | 1   | 3   | 4    | -1  |
| Egitto               | 7   | 2   | 2   | 3   | 8   | 9    | -1  |
| Inghilterra          | 12  | 0   | 4   | 8   | 2   | 26   | -24 |
| Estonia              | 2   | 1   | 1   | 0   | 2   | 0    | +2  |
| Finlandia            | 10  | 7   | 1   | 2   | 20  | 7    | +13 |
| Francia              | 22  | 8   | 4   | 10  | 26  | 38   | -12 |
| Georgia              | 5   | 3   | 1   | 1   | 15  | 6    | +9  |
| Germania             | 21  | 3   | 2   | 16  | 24  | 56   | -32 |
| Ghana                | 1   | 1   | 0   | 0   | 10  | 0    | +10 |
| Grecia               | 1   | 1   | 0   | 0   | 3   | 0    | +3  |
| Grecia               | 26  | 13  | 7   | 6   | 48  | 35   | +13 |
| Ungheria             | 23  | 5   | 5   | 13  | 25  | 55   | -30 |
| Islanda              | 5   | 4   | 1   | 0   | 12  | 7    | +5  |
| India                | 1   | 1   | 0   | 0   | 4   | 0    | +4  |
| Indonesia            | 1   | 1   | 0   | 0   | 3   | 0    | +3  |
| Iran                 | 1   | 0   | 1   | 0   | 1   | 1    | 0   |
| Irlanda              | 12  | 3   | 6   | 3   | 10  | 14   | -4  |
| Israele              | 6   | 4   | 1   | 1   | 12  | 5    | +7  |
| Italia               | 20  | 2   | 7   | 11  | 16  | 35   | -19 |
| Giamaica             | 1   | 0   | 1   | 0   | 0   | 0    | 0   |
| Giappone             | 6   | 4   | 1   | 1   | 13  | 10   | +3  |
| Giordania            | 1   | 1   | 0   | 0   | 2   | 0    | +2  |
| Kazakistan           | 2   | 2   | 0   | 0   | 4   | 2    | +2  |
| Kosovo               | 2   | 0   | 1   | 1   | 3   | 4    | -1  |
| Kuwait               | 5   | 2   | 3   | 0   | 9   | 6    | +3  |
| Lettonia             | 3   | 3   | 0   | 0   | 6   | 0    | +6  |
| Libano               | 1   | 1   | 0   | 0   | 3   | 2    | +1  |
| Lussemburgo          | 14  | 13  | 1   | 0   | 39  | 9    | +30 |
| Lituania             | 1   | 1   | 0   | 0   | 3   | 0    | +3  |
| Macedonia del Nord   | 7   | 4   | 1   | 2   | 7   | 3    | +4  |
| Malta                | 13  | 10  | 3   | 0   | 38  | 5    | +33 |
| Messico              | 12  | 2   | 6   | 4   | 11  | 14   | -3  |
| Moldavia             | 2   | 2   | 0   | 0   | 7   | 1    | +6  |
| Montenegro           | 6   | 1   | 4   | 1   | 8   | 6    | +2  |
| Marocco              | 6   | 1   | 3   | 2   | 5   | 10   | -5  |
| Paesi Bassi          | 12  | 5   | 2   | 5   | 17  | 20   | -3  |
| Nuova Caledonia      | 1   | 1   | 0   | 0   | 5   | 3    | +2  |
| Nigeria              | 2   | 0   | 0   | 2   | 0   | 4    | -4  |
| Corea del Nord       | 3   | 3   | 0   | 0   | 12  | 1    | +11 |
| Irlanda del Nord     | 7   | 4   | 1   | 2   | 9   | 7    | +2  |
| Norvegia             | 16  | 7   | 4   | 5   | 27  | 16   | +11 |
| Oman                 | 1   | 0   | 1   | 0   | 1   | 1    | 0   |
| Paraguay             | 1   | 0   | 1   | 0   | 0   | 0    | 0   |
| Perù                 | 5   | 2   | 1   | 2   | 11  | 11   | 0   |
| Polonia              | 27  | 6   | 9   | 12  | 32  | 48   | -16 |
| Portogallo           | 13  | 6   | 3   | 4   | 18  | 16   | +2  |
| Romania              | 37  | 10  | 6   | 21  | 52  | 75   | -23 |
| Russia               | 19  | 2   | 6   | 11  | 17  | 34   | -17 |
| San Marino           | 2   | 2   | 0   | 0   | 7   | 0    | +7  |
| Arabia Saudita       | 3   | 2   | 0   | 1   | 3   | 1    | +2  |
| Scozia               | 6   | 0   | 3   | 3   | 4   | 10   | -6  |
| Serbia               | 32  | 7   | 6   | 19  | 43  | 67   | -24 |
| Singapore            | 1   | 1   | 0   | 0   | 10  | 2    | +8  |
| Slovacchia           | 7   | 2   | 1   | 4   | 5   | 10   | -5  |
| Slovenia             | 4   | 3   | 1   | 0   | 8   | 2    | +6  |
| Sudafrica            | 1   | 0   | 1   | 0   | 1   | 1    | 0   |
| Corea del Sud        | 2   | 1   | 1   | 0   | 2   | 1    | +1  |
| Spagna               | 5   | 0   | 1   | 4   | 2   | 23   | -21 |
| Sudan                | 1   | 0   | 1   | 0   | 1   | 1    | 0   |
| Svezia               | 16  | 3   | 2   | 11  | 11  | 31   | -20 |
| Svizzera             | 11  | 2   | 4   | 5   | 13  | 18   | -5  |
| Thailandia           | 1   | 1   | 0   | 0   | 4   | 0    | +4  |
| Tunisia              | 2   | 0   | 1   | 1   | 3   | 6    | -3  |
| Turchia              | 21  | 8   | 6   | 7   | 38  | 34   | +4  |
| Ucraina              | 5   | 0   | 2   | 3   | 2   | 7    | -5  |
| Emirati Arabi Uniti  | 6   | 5   | 0   | 1   | 14  | 4    | +10 |
| Uruguay              | 2   | 1   | 1   | 0   | 5   | 2    | +3  |
| Galles               | 10  | 6   | 1   | 3   | 10  | 4    | +6  |
| Totale               | 704 | 261 | 169 | 274 | 992 | 1047 | -55 |

Annotazioni
1. ↑  Include le partite contro la  Cecoslovacchia.
2. ↑  Include le partite contro la  Germania Ovest.
3. ↑  Include le partite contro l’ Unione Sovietica.
4. ↑  Include le partite contro la  Jugoslavia e la  Serbia e Montenegro.

## Partecipazioni ai tornei internazionali
Legenda: Grassetto: Risultato migliore, Corsivo: Mancate partecipazioni

## Statistiche dettagliate sui tornei internazionali

### Mondiali
| Anno | Luogo                    | Piazzamento      | V | N | P | Gol   |
| ---- | ------------------------ | ---------------- | - | - | - | ----- |
| 1930 | Uruguay                  | Non partecipante | - | - | - | -     |
| 1934 | Italia                   | Non qualificata  | - | - | - | -     |
| 1938 | Francia                  | Non qualificata  | - | - | - | -     |
| 1950 | Brasile                  | Non partecipante | - | - | - | -     |
| 1954 | Svizzera                 | Non qualificata  | - | - | - | -     |
| 1958 | Svezia                   | Non qualificata  | - | - | - | -     |
| 1962 | Cile                     | Primo turno      | 0 | 1 | 2 | 1:7   |
| 1966 | Inghilterra              | Primo turno      | 0 | 0 | 3 | 1:8   |
| 1970 | Messico                  | Primo turno      | 0 | 1 | 2 | 5:9   |
| 1974 | Germania Ovest           | Primo turno      | 0 | 2 | 1 | 2:5   |
| 1978 | Argentina                | Non qualificata  | - | - | - | -     |
| 1982 | Spagna                   | Non qualificata  | - | - | - | -     |
| 1986 | Messico                  | Ottavi di finale | 0 | 2 | 2 | 2:6   |
| 1990 | Italia                   | Non qualificata  | - | - | - | -     |
| 1994 | Stati Uniti              | Quarto posto     | 3 | 1 | 3 | 10:10 |
| 1998 | Francia                  | Primo turno      | 0 | 1 | 2 | 1:7   |
| 2002 | Corea del Sud / Giappone | Non qualificata  | - | - | - | -     |
| 2006 | Germania                 | Non qualificata  | - | - | - | -     |
| 2010 | Sudafrica                | Non qualificata  | - | - | - | -     |
| 2014 | Brasile                  | Non qualificata  | - | - | - | -     |
| 2018 | Russia                   | Non qualificata  | - | - | - | -     |
| 2022 | Qatar                    | Non qualificata  | - | - | - | -     |

### Europei
| Anno | Luogo                | Piazzamento     | V | N | P | Gol |
| ---- | -------------------- | --------------- | - | - | - | --- |
| 1960 | Francia              | Non qualificata | - | - | - | -   |
| 1964 | Spagna               | Non qualificata | - | - | - | -   |
| 1968 | Italia               | Non qualificata | - | - | - | -   |
| 1972 | Belgio               | Non qualificata | - | - | - | -   |
| 1976 | Jugoslavia           | Non qualificata | - | - | - | -   |
| 1980 | Italia               | Non qualificata | - | - | - | -   |
| 1984 | Francia              | Non qualificata | - | - | - | -   |
| 1988 | Germania Ovest       | Non qualificata | - | - | - | -   |
| 1992 | Svezia               | Non qualificata | - | - | - | -   |
| 1996 | Inghilterra          | Primo turno     | 1 | 1 | 1 | 3:4 |
| 2000 | Belgio / Paesi Bassi | Non qualificata | - | - | - | -   |
| 2004 | Portogallo           | Primo turno     | 0 | 0 | 3 | 1:9 |
| 2008 | Austria / Svizzera   | Non qualificata | - | - | - | -   |
| 2012 | Polonia / Ucraina    | Non qualificata | - | - | - | -   |
| 2016 | Francia              | Non qualificata | - | - | - | -   |
| 2020 | Europa               | Non qualificata | - | - | - | -   |
| 2024 | Germania             | Non qualificata | - | - | - | -   |

### Confederations Cup
| Anno | Luogo                    | Piazzamento     | V | N | P | Gol |
| ---- | ------------------------ | --------------- | - | - | - | --- |
| 1992 | Arabia Saudita           | Non invitata    | - | - | - | -   |
| 1995 | Arabia Saudita           | Non invitata    | - | - | - | -   |
| 1997 | Arabia Saudita           | Non qualificata | - | - | - | -   |
| 1999 | Messico                  | Non qualificata | - | - | - | -   |
| 2001 | Corea del Sud / Giappone | Non qualificata | - | - | - | -   |
| 2003 | Francia                  | Non qualificata | - | - | - | -   |
| 2005 | Germania                 | Non qualificata | - | - | - | -   |
| 2009 | Sudafrica                | Non qualificata | - | - | - | -   |
| 2013 | Brasile                  | Non qualificata | - | - | - | -   |
| 2017 | Russia                   | Non qualificata | - | - | - | -   |

### Nations League
| Anno      | Luogo       | Piazzamento   | V | N | P | Gol  |
| --------- | ----------- | ------------- | - | - | - | ---- |
| 2018-2019 | Portogallo  | 4° in Lega C  | 2 | 1 | 1 | 4:3  |
| 2020-2021 | Italia      | 15° in Lega B | 0 | 2 | 4 | 2:7  |
| 2022-2023 | Paesi Bassi | 8° in Lega C  | 2 | 3 | 1 | 10:8 |

### Olimpiadi
| Anno | Luogo     | Piazzamento      | V | N | P | Gol |
| ---- | --------- | ---------------- | - | - | - | --- |
| 1924 | Parigi    | Ottavi di finale | 0 | 0 | 1 | 0:1 |
| 1928 | Amsterdam | Non partecipante | - | - | - | -   |
| 1936 | Berlino   | Non partecipante | - | - | - | -   |
| 1948 | Londra    | Non partecipante | - | - | - | -   |

## Tutte le rose

### Mondiali
Coppa del Mondo FIFA 19621 Najdenov, 2 Rakarov, 3 I. Dimitrov, 4 Kitov, 5 D. Kostov, 6 Kovačev, 7 Diev, 8 Dimov, 9 Iliev, 10 Kolev, 11 Jakimov, 12 Žečev, 13 Veličkov, 14 Sokolov, 15 Asparuhov, 16 A. Kostov, 17 P. Dimitrov, 18 Ivanov, 19 Dermendžiev, 20 Părčanov, 21 Panajotov, 22 Nikolov, CT: Pačedžiev
Coppa del Mondo FIFA 19661 Najdenov, 2 Šalamanov, 3 Vucov, 4 Gaganelov, 5 Penev, 6 Žekov, 7 Dermendžiev, 8 Kitov, 9 Asparuhov, 10 Žečev, 11 Kolev, 12 Metodiev, 13 Jakimov, 14 Kotkov, 15 Largov, 16 Kostov, 17 Abadžiev, 18 Jančovski, 19 Apostolov, 20 Davidov, 21 Simeonov, 22 Dejanov, CT: Vytlačil
Coppa del Mondo FIFA 19701 Simeonov, 2 Šalamanov, 3 Dimitrov, 4 Aladžov, 5 Davidov, 6 Penev, 7 Popov, 8 Bonev, 9 Žekov, 10 Jakimov, 11 Dermendžiev, 12 Gajdarski, 13 Jordanov, 14 Žečev, 15 Gaganelov, 16 Nikodimov, 17 Kolev, 18 Marašliev, 19 Asparuhov, 20 Mitkov, 21 Grigorov, 22 Kamenski, CT: Božkov
Coppa del Mondo FIFA 19741 Goranov, 2 Zafirov, 3 Žečev, 4 Veličkov, 5 Kolev, 6 Penev, 7 Vojnov, 8 Bonev, 9 Mihajlov, 10 Stojanov, 11 Denev, 12 Aladžov, 13 M. Vasilev, 14 Milanov, 15 Panov, 16 Grigorov, 17 Nikodimov, 18 C. Vasilev, 19 Ivkov, 20 Borisov, 21 Stajkov, 22 Simeonov, CT: Mladenov
Coppa del Mondo FIFA 19861 Mihajlov, 2 Sirakov, 3 Arabov, 4 Petrov, 5 Dimitrov, 6 Željazkov, 7 Iskrenov, 8 Sadăkov, 9 Mladenov, 10 Gospodinov, 11 Getov, 12 Zdravkov, 13 A. Markov, 14 P. Markov, 15 Jordanov, 16 Dragolov, 17 Kolev, 18 Veličkov, 19 Pašev, 20 K. Kostadinov, 21 Djakov, 22 Vălov, CT: Vucov
Coppa del Mondo FIFA 19941 Mihajlov, 2 Kremenliev, 3 Ivanov, 4 Cvetanov, 5 Hubčev, 6 Jankov, 7 Kostadinov, 8 Stoičkov, 9 Lečkov, 10 Sirakov, 11 Borimirov, 12 Nikolov, 13 Jordanov, 14 Genčev, 15 Iliev, 16 Kirjakov, 17 Mihtarski, 18 Aleksandrov, 19 Georgiev, 20 Balăkov, 21 Jotov, 22 Andonov, CT: Penev
Coppa del Mondo FIFA 19981 Zdravkov, 2 Kišišev, 3 T. Ivanov, 4 I. Petkov, 5 Jordanov, 6 Jankov, 7 Kostadinov, 8 Stoičkov, 9 Penev, 10 Balăkov, 11 Iliev, 12 Mihajlov, 13 Ginčev, 14 Hristov, 15 Zafirov, 16 Nankov, 17 Stoilov, 18 Borimirov, 19 Bačev, 20 G. Ivanov, 21 Kirilov, 22 M. Petkov, CT: Bonev

### Europei
Campionato d'Europa UEFA 19961 Mihajlov, 2 Kišišev, 3 Ivanov, 4 Kirjakov, 5 Hubčev, 6 Jankov, 7 Kostadinov, 8 Stoičkov, 9 L. Penev, 10 Balăkov, 11 Lečkov, 12 Popov, 13 Genčev, 14 Sirakov, 15 Jordanov, 16 Borimirov, 17 Kremenliev, 18 Cvetanov, 19 Ginčev, 20 Donkov, 21 Georgiev, 22 Zdravkov, CT: D. Penev
Campionato d'Europa UEFA 20041 Zdravkov, 2 Ivanov, 3 Kirilov, 4 I. Petkov, 5 Zagorčić, 6 Kotev, 7 Borimirov, 8 M. Petkov, 9 Berbatov, 10 Dimitrov, 11 Lazarov, 12 Kolev, 13 Peev, 14 Čilikov, 15 Hristov, 16 Mančev, 17 M. Petrov, 18 Pažin, 19 S. Petrov, 20 Božinov, 21 Janković, 22 Stojanov, 23 Ivankov, CT: Markov

### Giochi olimpici
Calcio ai Giochi Olimpici Estivi 1924P Ivanov, P Marinov, D Hristov, D Jankov, C Bjanov, C Manolov, C Mateev, C Radoev, A Cončev, A Genev, A Jovovič, A Maznikov, A D. Mutafčiev, A N. Mutafčiev, A Stojanov, A Vladimirov, CT: Nitsch
NOTA: Per le informazioni sulle rose successive al 1948 visionare la pagina della Nazionale olimpica.

## Rosa attuale
Lista dei giocatori convocati per le gare amichevoli del 6 e 10 giugno 2025.
Statistiche aggiornate al 10 giugno 2025, al termine della gara contro la Grecia.
|  | P | Dimităr Mitov      | 22 gennaio 1997  | 11 | -15 | Aberdeen         |  |  |
|  | P | Svetoslav Vucov    | 9 luglio 2002    | 7  | -7  | Levski Sofia     |  |  |
|  | P | Dimităr Šejtanov   | 15 marzo 1999    | 0  | 0   | Septemvri Sofia  |  |  |
|  |   |                    |                  |    |     |                  |  |  |
|  | D | Anton Nedjalkov    | 30 aprile 1993   | 33 | 0   | Ludogorec        |  |  |
|  | D | Viktor Popov       | 5 marzo 2000     | 23 | 0   | Černo More Varna |  |  |
|  | D | Kristian Dimitrov  | 27 febbraio 1997 | 18 | 1   | Levski Sofia     |  |  |
|  | D | Aleks Petkov       | 25 luglio 1999   | 17 | 0   | Śląsk Breslavia  |  |  |
|  | D | Simeon Petrov      | 12 gennaio 2000  | 12 | 0   | Fehérvár         |  |  |
|  | D | Fabian Nürnberger  | 28 luglio 1999   | 8  | 0   | Darmstadt        |  |  |
|  | D | Hristijan Petrov   | 24 giugno 2002   | 6  | 0   | Heerenveen       |  |  |
|  | D | Nikolaj Minkov     | 13 agosto 1997   | 3  | 0   | Botev Plovdiv    |  |  |
|  |   |                    |                  |    |     |                  |  |  |
|  | C | Georgi Milanov     | 19 febbraio 1992 | 52 | 2   | Dinamo Bucarest  |  |  |
|  | C | Ilija Gruev        | 6 maggio 2000    | 22 | 0   | Leeds Utd        |  |  |
|  | C | Ilian Iliev Jr.    | 20 agosto 1999   | 21 | 0   | CSKA Sofia       |  |  |
|  | C | Marin Petkov       | 2 ottobre 2003   | 16 | 3   | Levski Sofia     |  |  |
|  | C | Andrian Kraev      | 14 febbraio 1999 | 13 | 1   | Casa Pia         |  |  |
|  | C | Stanislav Šopov    | 23 febbraio 2002 | 5  | 0   | CSKA Sofia       |  |  |
|  | C | Svetoslav Kovachev | 14 marzo 1998    | 5  | 0   | Arda Kărdžali    |  |  |
|  | C | Stanislav Ivanov   | 16 aprile 1999   | 5  | 0   | Arda Kărdžali    |  |  |
|  | C | Ivan Yordanov      | 7 novembre 2000  | 4  | 0   | Ludogorec        |  |  |
|  |   |                    |                  |    |     |                  |  |  |
|  | A | Božidar Kraev      | 23 giugno 1997   | 27 | 3   | Western Sydney   |  |  |
|  | A | Martin Minčev      | 22 aprile 2001   | 23 | 0   | KS Cracovia      |  |  |
|  | A | Georgi Rusev       | 2 luglio 1998    | 19 | 1   | Ludogorec        |  |  |
|  | A | Aleksandar Kolev   | 8 dicembre 1992  | 13 | 2   | Levski Sofia     |  |  |
|  | A | Lukas Petkov       | 1º novembre 2000 | 7  | 0   | Elversberg       |  |  |
|  | A | Vladimir Nikolov   | 7 febbraio 2001  | 4  | 0   | Slavia Sofia     |  |  |

## Record individuali
Statistiche aggiornate al 26 marzo 2025.
I giocatori in grassetto sono ancora in attività con la maglia della nazionale.

### Record presenze
| Posiz. | Giocatore         | Presenze | Reti | Periodo   |
| ------ | ----------------- | -------- | ---- | --------- |
| 1      | Stilijan Petrov   | 105      | 8    | 1998-2013 |
| 2      | Borislav Mihajlov | 102      | 0    | 1983-1998 |
| 3      | Hristo Bonev      | 96       | 48   | 1967-1979 |
| 4      | Krasimir Balăkov  | 92       | 16   | 1988-2003 |
| 5      | Dimităr Penev     | 90       | 2    | 1965-1974 |
| 5      | Ivelin Popov      | 90       | 16   | 2007-2019 |
| 7      | Martin Petrov     | 89       | 19   | 1999-2013 |
| 8      | Radostin Kišišev  | 88       | 1    | 1996-2009 |
| 9      | Hristo Stoičkov   | 83       | 37   | 1986-1999 |
| 10     | Anjo Sadăkov      | 80       | 9    | 1981-1991 |
| 10     | Zlatko Jankov     | 80       | 4    | 1989-1999 |

### Record reti
| Posiz. | Giocatore         | Reti | Presenze | Periodo   |
| ------ | ----------------- | ---- | -------- | --------- |
| 1      | Dimităr Berbatov  | 48   | 78       | 1999-2010 |
| 1      | Hristo Bonev      | 48   | 96       | 1967-1979 |
| 3      | Hristo Stoičkov   | 37   | 83       | 1986-1999 |
| 4      | Emil Kostadinov   | 27   | 70       | 1988-1998 |
| 5      | Petăr Žekov       | 25   | 44       | 1963-1972 |
| 5      | Ivan Kolev        | 25   | 75       | 1950-1963 |
| 7      | Nasko Sirakov     | 24   | 78       | 1983-1996 |
| 8      | Atanas Mihajlov   | 23   | 45       | 1970-1981 |
| 9      | Dimităr Milanov   | 20   | 39       | 1948-1959 |
| 10     | Martin Petrov     | 19   | 89       | 1999-2013 |
| 10     | Dinko Dermendžiev | 19   | 58       | 1966-1977 |
| 10     | Georgi Asparuhov  | 19   | 50       | 1962-1970 |

## Commissari tecnici
- Leopold Nitsch 1924
- Willibald Stejskal 1925
- Pavel Grozdanov 1927-1930
- Carl Nemes 1930
- Otto Feist 1931
- Pavel Grozdanov 1932-1933
- Károly Fogl 1934-1935
- Nikola Kalkandžiev 1935
- Ivan Batandžiev 1936
- Geno Mateev 1936
- Stanislav Toms 1937-1938
- Kostantin Maznikov 1938
- Ivan Radoev 1939
- Franz Koler 1940-41
- Ivan Radoev 1942
- Ivan Batandžiev 1943
- Todor Konov 1946
- Mihail Manov 1947
- Rezső Somlaly e  Ivan Radoev 1947
- Ivan Radoev 1947
- Lubomir Angelov 1948
- Andor Haidu 1948-1949
- Ivan Radoev 1950
- Lubomir Angelov 1950
- Andor Haidú 1950
- Lubomir Angelov 1953
- Stojan Ormandžiev 1950-1953
- Stojan Ormandžiev &  Krum Milev 1954-1960
- Georgi Pačedžiev 1955-1962
- Stojan Ormandžiev 1963
- Béla Volentik 1963-1964
- Rudolf Vytlačil 1965–1966
- Dobromir Taškov 1966
- Stefan Božkov 1967–1970
- Vasil Spasov 1970–1972
- Hristo Mladenov 1972–1974
- Stojan Ormandžiev 1974–1977
- Cvetan Ilčev 1978–1980
- Atanas Părželov 1980–1982
- Ivan Vucov 1982–1986
- Hristo Mladenov 1986–1987
- Boris Angelov 1988–1989
- Ivan Vucov 1989–1991
- Krasimir Borisov 1991
- Dimităr Penev 1991–1996
- Hristo Bonev 1996–1998
- Dimităr Dimitrov 1998–1999
- Stojčo Mladenov 2000–2001
- Plamen Markov 2002–2004
- Hristo Stoičkov 2004–2007
- Stanimir Stoilov 2007
- Dimităr Penev 2007
- Plamen Markov 2008
- Stanimir Stoilov 2009–2010
- Lothar Matthäus 2010-2011
- Mihail Madanski 2011
- Ljuboslav Penev 2011-2014
- Ivajlo Petev 2014-2016
- Petăr Hubčev 2016-2019
- Krasimir Balăkov 2019
- Georgi Dermendžiev 2019-2020
- Jasen Petrov 2021-2022
- Georgi Ivanov 2022-